# HAT–P–3 b
A Teberda (HAT–P–3 b) a HATNet által talált harmadik fedési exobolygó forró jupiter, mely az Ursa Maior egy fiatal, K színképtípusú csillaga körül kering, egy fordulatot 69,6 óra alatt megtéve. Tömege 0,6-szorosa, sugara 0,9-szerese a Jupiterének, azaz sűrűsége az ismert exobolygók között viszonylag nagynak számít.

## Elnevezése
Ahogy az exobolygók egyik fejezetében olvashatjuk, ezek az objektumok alapesetben nem kapnak egyedi nevet, csak katalógusszámot. Ez alól 2019-ben kivételt tett a Nemzetközi Csillagászati Unió, fennállásának 100. évfordulója alkalmából. 113 ország egy-egy – szabad szemmel nem, de kis távcsővel már látható – csillagának és a körülötte keringő, ismert bolygójának nevére tehetett javaslatot. A HAT–P–3 csillagára Oroszország a Dombay, a kísérőre a Teberda nevet javasolta az IAU-nak, amely azt 2019. december 17-én hivatalossá tette.